# Citrus Heights
Citrus Heights, fundada en 1997 es una ciudad ubicada en el condado de Sacramento en el estado estadounidense de California. En el año 2000 tenía una población de 85,071 habitantes y una densidad poblacional de 2,286.9 personas por km². Citrus Heights forma parte del área metropolitana de Sacramento.

## Geografía
Citrus Heights se encuentra ubicada en las coordenadas 38°41′41″N 121°17′26″O / 38.69472, -121.29056. Según la Oficina del Censo, la ciudad tiene un área total de 37,2 km² (14,4 mi²), de la cual 37,2 km² (14,4 mi²) es tierra y 0 km² (0 mi²) (0%) es agua.

## Demografía
Según la Oficina del Censo en 2000 los ingresos medios por hogar en la localidad eran de $43,859, y los ingresos medios por familia eran $51,207. Los hombres tenían unos ingresos medios de $38,614 frente a los $29,399 para las mujeres. La renta per cápita para la localidad era de $20,744. Alrededor del 8.3% de la población estaban por debajo del umbral de pobreza.